# Ромео и Ђулијета (ТВ филм)
„Ромео и Ђулијета” је југословенски ТВ филм из 1963. године. Режирао га је Душан Михаиловић који је написао и сценарио по делу Вилијама Шекспира.

## Улоге
| Глумац                   | Улога           |
| ------------------------ | --------------- |
| Снежана Никшић           | Ђулијета        |
| Миодраг Милованов        | Ромео           |
| Слободан Алигрудић       |                 |
| Босиљка Боци             |                 |
| Божидар Дрнић            | Отац Лаврентије |
| Капиталина Ерић          | Дадиља          |
| Михаило Миша Јанкетић    |                 |
| Маријан Ловрић           |                 |
| Васа Пантелић            | Кнез            |
| Зоран Радмиловић         |                 |
| Олга Спиридоновић        |                 |
| Младен Млађа Веселиновић |                 |